# 2001 FB185
2001 FB185, também escrito como 2001 FB185, é um objeto transnetuniano (TNO) que está localizado no cinturão de Kuiper, uma região do Sistema Solar. Ele é classificado como um cubewano. O mesmo possui uma magnitude absoluta de 10,4 e tem um diâmetro com cerca de 37 km.

## Descoberta
2001 FB185 foi descoberto no dia 27 de março de 2001 pelos astrônomos R. L. Allen, G. Bernstein, e R. Malhotra.

## Órbita
A órbita de 2001 FB185 tem uma excentricidade de 0,087 e possui um semieixo maior de 43,176 UA. O seu periélio leva o mesmo a uma distância de 39,418 UA em relação ao Sol e seu afélio a 46,934 UA.